# Sheri Biggs
Sheryl Lynn Biggs, nata Scott, detta Sheri (Kosciusko, 28 marzo 1970), è una politica statunitense, membro della Camera dei Rappresentanti per lo stato della Carolina del Sud dal 2025.

## Biografia
Nata nel Mississippi, frequentò il Carolina Bible College studiando ministeri cristiani e conseguì una laurea in scienze infermieristiche alla Samford University. Lavorò per molti anni come infermiera professionista, finché all'età di quarant'anni decise di arruolarsi nella Mississippi Air National Guard, dove raggiunse il grado di tenente colonnello.
Nel corso della sua vita militare, Sheri Biggs venne inviata anche in Medio Oriente, dove svolse la funzione di direttore dell'equipaggio sanitario. Si occupò inoltre del tema della salute mentale dei veterani, di cui divenne una accanita portavoce.
Entrata in politica con il Partito Repubblicano, nel 2024 si candidò alle elezioni parlamentari per il seggio della Camera dei Rappresentanti lasciato da Jeff Duncan. Nelle primarie affrontò il pastore e predicatore evangelico Mark Burns, con cui avanzò al ballottaggio. Burns ottenne l'appoggio pubblico di Donald Trump, mentre Sheri Biggs venne sostenuta dal governatore della Carolina del Sud Henry McMaster. In campagna elettorale i due avversari si scontrarono apertamente: Burns definì Biggs "un barboncino" e la accusò di non essere sufficientemente legata al territorio in quanto originaria del Mississippi; la donna, a sua volta, criticò Burns per aver votato in passato per Barack Obama. Al termine della sfida, Sheri Biggs risultò vincitrice, sconfiggendo Burns con il 51% dei voti.
Dopo la vittoria nelle primarie, venne sostenuta da Trump e, nelle elezioni generali, sconfisse l'avversario democratico raccogliendo il 71,6% delle preferenze. Tra le sue priorità politiche incluse la difesa dei confini nazionali, la sicurezza e l'economia.
Sheri Biggs divenne la seconda donna repubblicana eletta al Congresso dalla Carolina del Sud, dopo Nancy Mace. Inoltre, la sua elezione segnò la prima occasione in cui due donne prestarono servizio contemporaneamente alla Camera nella delegazione dello stato.